# Myiopharus neilli
Myiopharus neilli là một loài ruồi trong họ Tachinidae.